# Kapitał zapasowy
Kapitał zapasowy – składnik kapitału własnego podmiotu przeznaczony na pokrycie ewentualnych strat finansowych. Kapitał zapasowy jest rezerwą finansową, która wspomaga i stabilizuje działalność przedsiębiorstwa. Kapitał zapasowy nie jest obowiązkowy dla spółek osobowych, umowy spółki oraz osób fizycznych prowadzących działalność gospodarczą. 

## Spółka akcyjna
W spółce akcyjnej należy przeznaczać na kapitał zapasowy co najmniej 8% zysku za dany rok obrotowy, dopóki kapitał ten nie osiągnie co najmniej jednej trzeciej kapitału zakładowego. Do kapitału zapasowego należy przelewać wszelkie nadwyżki osiągnięte przy emisji akcji powyżej ich wartości nominalnej, a pozostałe – po pokryciu kosztów emisji akcji. Koszty emisji akcji bezpośrednio przy powstaniu spółki akcyjnej pokrywane są z rezerw znajdujących się w kapitale zapasowym. Do kapitału zapasowego również wpływają dopłaty, które uiszczają akcjonariusze w zamian za przyznanie szczególnych uprawnień ich dotychczasowym akcjom, o ile te dopłaty nie będą użyte na wyrównanie nadzwyczajnych odpisów albo strat. 
O użyciu kapitału zapasowego rozstrzyga walne zgromadzenie akcjonariuszy. Jednakże część kapitału zapasowego (w wysokości jednej trzeciej kapitału zakładowego) można użyć jedynie na pokrycie wszelkich strat, które zostały wykazane w sprawozdaniu finansowym. Jeżeli bilans sporządzony przez zarząd wykaże stratę przewyższającą sumę kapitału zapasowego oraz jedną trzecią kapitału zakładowego, zarząd jest zobowiązany niezwłocznie zwołać walne zgromadzenie, którego celem jest podjęcie uchwały dotyczącej dalszego istnienia spółki.
Zmiany w kapitale zapasowym pociąga za sobą decyzja o umorzeniu akcji własnych. Dodatnią różnicę między wartością nominalną akcji a ich ceną nabycia należy odnieść na kapitał zapasowy. Powoduje to zwiększenia kapitału zapasowego spółki. Natomiast gdy różnica jest ujemna, trzeba ją ująć jako zmniejszenie kapitału zapasowego. Pozostałą stratę (jeżeli ta przewyższa kapitał zapasowy) przewyższającą kapitał zapasowy należy wykazać jako stratę z lat ubiegłych i opisać ten fakt w informacji dodatkowej do sprawozdania finansowego za rok, w którym nastąpiło obniżenia kapitału zakładowego. Podobnie należy robić w razie zbycia akcji własnych z zyskiem lub stratą.

## Spółka z o.o.
W spółce z o.o. utworzenie kapitału zapasowego powinna przewidywać umowa spółki albo uchwały zgromadzenia wspólników. Do kapitału zapasowego spółki z o.o. mogą zaliczać się następujące pozycje: nadwyżka obejmowanych udziałów powyżej ich wartości nominalnej, zysk netto na mocy uchwały wspólników o podziale zysku, dodatkowe świadczenia na rzecz spółki dotyczące udziałów o szczególnych uprawnieniach, dodatnie różnice między wynagrodzeniem za umorzone udziały a ich wartością nominalną, gdy umorzenie nastąpiło drogą obniżenia kapitału zakładowego, nadwyżki z aktualizacji wyceny rozchodowanych środków trwałych.

## Zmiany kapitału zapasowego
Zmiany kapitału zapasowego na początek okresu rozliczeniowego:
1. Zwiększenie (z tytułu):
  - emisji akcji powyżej wartości nominalnej,
  - podziału zysku (ustawowo),
  - podziału zysku (ponad wymaganą ustawowo minimalną wartość),
2. Zmniejszenie (z tytułu):
  - pokrycia straty,
  - zwiększenia kapitału zakładowego,
  - koszty emisji akcji podczas powstania spółki,
  - koszty organizacyjne związane z połączeniem lub przejęciem spółki.